# Gyrinocheilus aymonieri
Gyrinocheilus aymonieri es un pez de agua dulce originario del sudeste asiático. Es de interés como fuente de alimento local y para el comercio de acuarios. Sus nombres comunes incluyen chupador de miel, locha chupadora y devorador de algas chino; el nombre común respaldado por la FAO es comedor de algas siamés. La línea negra en el costado de un verdadero comedor de algas siamés termina en la parte posterior de su aleta caudal y no al principio.
G. aymonieri es encontrado en el río Chao Phraya, en el norte de la península de Malaca, río Mekong, Camboya, Yunnan (provincia en China), Laos, Tailandia, y Vietnam, río Mae Klong y el río Xe Bang Fai. Se ve con mayor frecuencia en ríos grandes, entrando ocasionalmente en campos inundados. El pez pasa la mayor parte de su tiempo en superficies planas, como rocas, en agua corriente, usando su boca inferior inusualmente formada para adherirse a las rocas en flujos más fuertes.
El pez es vendido en mercados locales como fuente alimentaria y es utilizado en preparación de prahok.

## Descripción física
G. aymonieri se ha registrado que alcanza al menos 28 cm (11,0 plg) cm (11 en) SL y es la única especie del género que tiene 9 rayas dorsales ramificadas y 36–40 escalas de la línea lateral. La boca es inferior con una modificación especial "sucker" que permite que el pez se adhiera a superficies lisas. No hay barcazas presentes.
Color de tipo salvaje varía de pálido gris a oliva, con más oscuro markings a lo largo del lateral tachar cuáles varían de una raya sólida con extensiones más altas y más bajas alternas a puntos desiguales. El vientre es normalmente más pálido que el color de base. Algunos más oscuros markings también puede ser observado a lo largo del posterior y en el caudal aleta, pero no oscuro markings ocurrir en las aletas pélvicas y anales.

## Nombre
El nombre científico conmemora al lingüista y explorador francés Étienne Aymonier. 

## En acuarios

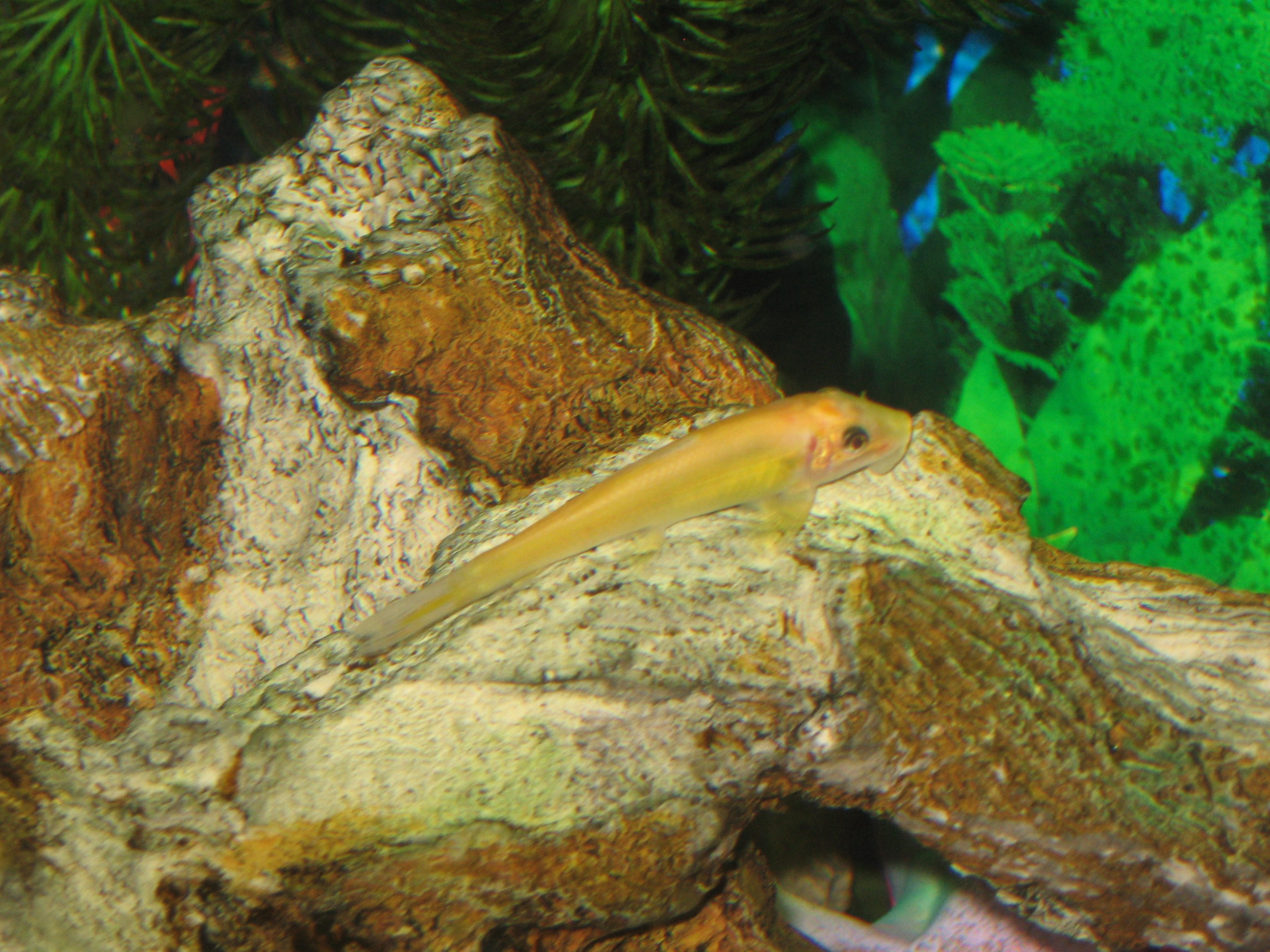
G. aymoneiri

G. aymonieri es similar en coloración a varias otras especies que están comúnmente disponibles en el comercio de acuarios, como Crossocheilus oblongus, Epalzeorhynchos kalopterus y Garra cambodgiensis, y a veces se identifica erróneamente como una de estas especies. Está disponible en varias variantes de colores, incluidas las formas de tipo salvaje, dorado, mármol, albino y leucístico.
La especie no se reproduce fácilmente en los acuarios domésticos, aunque ocasionalmente se informa que los alevines se encuentran en acuarios demasiado crecidos. En este momento, no se conocen desencadenantes definitivos sobre el desove. La determinación del sexo es difícil, aunque los machos maduros pueden desarrollar tubérculos reproductores en la nariz, mientras que las hembras se vuelven más gordas.
Los peces G. aymonieri a menudo se compran como comedores de algas porque comen fácilmente algas cuando son jóvenes, pero con la edad, su preferencia cambia hacia alimentos más carnosos, como alimentos preparados para acuarios, crustáceos congelados y peces pequeños. Este cambio también se refleja en el comportamiento, que se vuelve agresivo con la edad, especialmente hacia otros de su misma especie y peces de colores similares. También se alimentan de la baba corporal de otros peces, lo que los hace más propensos a las infecciones y al estrés.
Las otras especies del género, Gyrinocheilus pennocki y Gyrinocheilus pustulosus, rara vez se ven en el comercio de acuarios.